# Áll előttem egy virágszál
Az Áll előttem egy virágszál a XVII. század második feléből való virágének. Az 1680 körül megjelent Vietorisz kódex tartalmazza.
Feldolgozás:
| Szerző        | Mire          | Mű                                                    | Előadás |
| ------------- | ------------- | ----------------------------------------------------- | ------- |
| Ludvig József | ének, zongora | Hej, Rákóczi, Bercsényi…, 19. kotta                   |         |
| Weiner Leó    | zongora       | Magyar népi muzsika II. Középnehéz darabok, 29. darab | [ 1 ]   |

## Kotta és dallam
| Áll előttem egy virágszál, örvendetes liliomszál. Pillangó akire rászáll, az életem egy virágszál. | Áll előttem szép violám. Rózsaszínű szép Ilonám; Kegyes tekintető rózsám Gyönyörűséges violám. | Akkor lészen vígasságom, Rózsa orcádat ha látom; És édesen csókolgatom, Akkor lészen újulásom. |